# Ден Дюлк, Тинеке
Тинеке ден Дюлк (нидерл. Tineke den Dulk; 5 июня 1997) — нидерландская шорт-трекистка, чемпионка Европы 2019 года в эстафете. Окончила в 2021 году Университет Гронингена в степени бакалавра искусств, английского языка и литературы. С 2021 года обучается в Университете Антверпена на магистра киноведения и визуальной культуры.

## Спортивная карьера
Тинеке ден Дюлк родилась в городе Леуварден, в Нидерландах, где с раннего детства с мамой каталась на роликах. Она занялась шорт-треком в возрасте 10 лет в Леувардене. Уже в 2010 году она выиграла открытый чемпионат Нидерландов среди юниоров в общем зачёте, а через год заняла 3-е место. В феврале 2011 года на Национальном чемпионате Нидерландов среди девушек выиграла бронзу на дистанции 1000 м. 
В январе 2015 года Тинеке заняла 3-е место в беге на 1500 м на взрослом чемпионате Нидерландов, а через год на юниорском чемпионате мира в Софии в составе женской эстафеты выиграла бронзовую медаль. В декабре она дебютировала на Кубке мира. В начале 2017 года травма вывихнутой лодыжки помешала ей принять участие в чемпионате Европы в Турине.  
На Национальном чемпионате Нидерландов Тинеке последние три сезона не могла пробиться в шестёрку лучших. В 2019 году на чемпионате Европы в Дордрехте она выиграла золотую медаль в эстафете. После чего переехала в бельгийский Хасселт, так как не входила в элиту нидерландской сборной. В 2020 году перешла в национальную сборную Бельгии, а в 2021 году получила бельгийское гражданство. 
После 2-х лет без соревновании Тинеке приняла участие за сборную Бельгии на чемпионате мира в Дордрехте, где заняла 15-е место на дистанции 500 м, 22-е в беге на 1500 м и стала 26-й в общем зачёте. В апреле 2022 года Тинеке должна была ехать на чемпионат мира в Монреале, но из-за положительного теста на COVID-19 пропустила мировое первенство.